# Yellow River (chanson)
Pour les articles homonymes, voir Yellow River (homonymie).
Yellow River est une chanson populaire enregistrée par le groupe britannique Christie.
Joe Dassin l'a reprise en français sous le titre L'Amérique.

## Histoire de la chanson
Écrite par Jeff Christie, la chanson a été proposée aux Tremoloes, qui l'ont enregistrée avec l'intention de la sortir en 1970. Cependant, après le succès de leur single Call Me Number One et par rapport à leur orientation future, ils décident de peu mettre en avant ce titre, et de privilégier leurs propres compositions, comme By The Way.
La mélodie est une reprise d'un air classique, composé par Albert Ketèlbey et tiré de l'œuvre pour orchestre Sur un marché persan[réf. nécessaire].
Le producteur Mike Smith retire donc leurs voix de l'enregistrement et ajoute celle de Jeff Christie. Parue le 23 avril 1970, la chanson devient un succès international, pour atteindre le numéro un au UK Singles Chart pendant une semaine en juin 1970. Aux États-Unis, elle atteint le numéro 23 du Billboard Hot 100 Singles.
La chanson initiale, en anglais, exprime la pensée d'un jeune soldat confédéré pendant la période de la guerre civile aux États-Unis. Quand son service est terminé, il est impatient de retourner dans sa ville natale sur le fleuve Jaune ou la rivière (l'anglais river signifie indistinctement fleuve ou rivière). L'emplacement exact de cette Yellow River n'est pas spécifié. La vidéo britannique du groupe est tournée sur la Tamise, proche de Londres.
Yellow River donne ensuite naissance à une multitude de versions par des artistes aussi divers que R.E.M., Leapy Lee, Elton John et Middle of the Road.

### Version de Joe Dassin
Mais une version française, L'Amérique, par Joe Dassin, sort dès 1970,. Joe Dassin a déjà plusieurs succès et est à la recherche d'un nouveau tube, lorsqu'il entend le titre dans une boutique de Londres.
Aussitôt, il appelle sa maison de disque pour qu'elle lui négocie les droits d'une adaptation en français. C'est Jacques Plait qui prend en main cette négociation, d'autres chanteurs francophones étant en concurrence comme Richard Anthony, Hugues Aufray, Petula Clark, Sheila ou encore Sacha Distel. Le texte de la chanson est adapté par Pierre Delanoë qui en modifie le thème, s'inspirant davantage de l'histoire de la famille Dassin. La chanson est devenue un succès en France.